# Социально-демократическая сила
Социально-демократическая сила, или Подемос (исп. Poder Democrático Social (Podemos)) — бывшая правая политическая партия, изначально альянс в Боливии, образованный бывшим президентом Боливии Хорхе Кирогой в 2005 году в Ла-Пасе. В основном поддерживала интересы бизнеса и крупных землевладельцев.

## История
Партия Социально-демократическая сила (сокращённо «Подемос») была создана как правый политический альянс в 2005 году в Ла-Пасе под руководством бывшего президента Хорхе Кирога на основе его политической партии Националистическое демократическое действие (НДД), которая ранее была под руководством покойного диктатора и президента Боливии Уго Бансера в результате объединения в альянс с Христианско-демократической партией (ХДП). К партии также присоединились диссиденты Левого революционного движения и радикальное крыло студенческого Националистического революционного движения. Альянс в том же 2005 году участвовал во всеобщих выборах и получил более 25% голосов.
Подемос придерживался либерально-консервативных тенденций и выступал против правительства президента Эво Моралеса от «Движения к социализму». 16 марта 2006 года НДД объявила о выходе из альянса Подемос.
9 июля 2008 года партия создала альянс с Христианско-демократической партией, образовав Согласие Подемос-2, целью которой было выдвинуть кандидатуру в президенты Хорхе Кирога, но вскоре после того Кирога отошёл от политической жизни.
18 августа 2008 года Избирательный суд Боливии объявил о лишении правосубъектности группы, поскольку организация не предоставила регистрационные книги своих членов. Примерно в 2009 году Подемос исчез как политический альянс, в то время как Националистическое демократическое действие и Христианско-демократическая партия продолжают существовать.

## Участие в выборах

### Президентские выборы
| Год  | Кандидат     | Голоса     | Голоса | Результат |
| Год  | Кандидат     | Количество | %      | Результат |
| ---- | ------------ | ---------- | ------ | --------- |
| 2005 | Хорхе Кирога | 821 745    | 28,59% | Поражение |

### Парламентские выборы
| Год  | Голоса     | Голоса | Голоса   | Палата депутатов | Палата депутатов | Сенат      | Сенат |
| Год  | Количество | %      | ±        | Количество       | ±                | Количество | ±     |
| ---- | ---------- | ------ | -------- | ---------------- | ---------------- | ---------- | ----- |
| 2005 | 821 745    | 28,59% | +28,59 % | 43 из 130        | +39              | 13 из 27   | +12   |